# You Should Be Dancing
«You Should Be Dancing» (с англ. — «Ты должен танцевать») — песня британской поп-группы Bee Gees с альбома Children of the World, выпущенного в 1976 году. Будучи изданной отдельным синглом, попала на первое место американского чарта Billboard Hot 100, в хит-параде Hot Dance Club Songs лидировала в течение семи недель, в британском ранжировании UK Singles Chart поднялась до пятой позиции. Это первая песня коллектива, в которой братья Гибб обратились к стилистике диско, композиция получилась непривычно танцевальной, тем не менее, в ней слышны традиционные для рок-исполнителей живые ударные инструменты и гитары.
По счёту это уже третий трек группы, сумевший подняться до самого верха чарта Billboard, и шестой, занявший лидирующую позицию в Канаде. По итогам года песня оказалась на 31-м месте в соответствии со статистикой хит-парада Hot 100. Довольно успешно сингл продавался на территории Ирландии, где по популярности занял четвёртую строчку чарта. В Австралии, где ещё в юношестве музыканты начинали свою певческую карьеру, пластинка остановилась на двадцатке лучших.
«You Should Be Dancing» часто называют первой записью, на которой Барри Гибб использует свой знаменитый фальцет. В действительности ранее он уже пел высоким голосом в песнях «Nights on Broadway» и «Fanny (Be Tender With My Love)», однако они были не столь популярными и в чартах занимали сравнительно скромные позиции. Наибольшую известность композиции принёс известный фильм «Лихорадка субботнего вечера», где она звучала во время сольного танца главного героя. Её включили в альбом с саундтреком Saturday Night Fever и позже неоднократно исполняли в ходе концертного тура, организованного в поддержку пластинки Spirits Having Flown, вышедшей в 1979 году. При этом партию бэк-вокала в качестве приглашённого гостя часто исполнял младший брат музыкантов Энди Гибб.
Кроме того, «You Should Be Dancing» впоследствии звучала во многих других кинолентах: «Короткое замыкание», «Донни Браско», «Гадкий я». На играх баскетбольной команды «Бостон Селтикс» часто включается эта композиция, когда дело идёт к победе, на домашних матчах бейсбольного клуба «Тампа Бэй Рейс» песня регулярно проигрывается между инингами.

## Позиции в хит-парадах
Годовые  чарты:
| Хит-парад (1976)      | Позиция |
| --------------------- | ------- |
| Канада (RPM Year-End) | 15      |